# Henri-Jean Closon
Henri-Jean Closon (Liège, 1er mars 1888 - Paris 14e, 9 juillet 1975) est un pionnier de l’abstraction belge, connu pour ses compositions vibrantes de couleurs.
Ce Liégeois part à la conquête de Paris au lendemain de la première guerre mondiale, précédant de quelques années d’autres artistes belges tels que Vantongerloo, Seuphor, Engel-Pak ou Magritte.
Henri-Jean Closon fut membre des groupements artistiques ‘Abstraction-Création’ , ‘Les Salons des Réalités Nouvelles’ et participa aux Salons de l’Art Sacré.
En 1933, HJ Closon déménage dans la campagne voironnaise, au sud-est de la France, pour vivre au rythme de la nature et de la peinture. Cet exil volontaire de 19 ans lui permet de trouver une démarche artistique originale, loin des influences et des effets de mode de la capitale.  Il retournera à Paris en 1954 poursuivant avec ferveur une œuvre résolument abstraite dans son atelier du Quartier du Montparnasse. Son charisme rayonnant et son exigence au travail lui valent l’estime de ses amis artistes, Herbin, Kupka, Pevsner, Aurelie Nemours ou Émile Gilioli.
Closon se passionne pour les théories sur la couleur de Goethe à Chevreul, élaborant à la fin des années 1930 sa propre technique picturale, la transcoloration.  Par la rythmique des couleurs inspirée des contrepoints musicaux, il parvient à donner vie et lumière à ses compositions.
Refusant d’aller courtiser les galeristes, l’œuvre de Closon n’a pas su profiter dans les années 1950 de l’engouement du monde l’art pour l’abstraction. Il reçut malgré tout une reconnaissance officielle, avec deux rétrospectives organisées de son vivant aux Musées de Grenoble et de Liège. 
 

## Éléments biographiques

### Liège 1888 - 1918
Henri-Jean Closon est né le 29 février 1888 à Liège. Fils d’Hubert et de Catherine Closson, commerçants en boucherie, son nom sera orthographié Closon à la suite d'une erreur lors de l’inscription au registre de naissance. 
Enfant, Henri-Jean s’initie au dessin chez l’artiste Charles Salden à Urmond, dans le Limbourg hollandais. Son professeur lui fait découvrir Rembrandt, son futur maître en peinture, et lui apprend à observer la nature. Henri-Jean commence une formation artistique à l'école Saint-Luc à Liège en 1902. Son père l’envoie l’année suivante à Düsseldorf pour apprendre l’allemand et suivre une formation de charcutier en vue de reprendre le commerce familial.  En fréquentant les étudiants de l’académie, l’adolescent fait la connaissance d’August Macke. Les deux garçons s’échangent leurs ouvrages de référence : De la loi du contraste simultané des couleurs de Chevreul et Zur Farbenlehre (Traité des couleurs) de Goethe.
De retour à Liège en 1904. Closon s'inscrit à l'Académie Royale des Beaux-Arts, qu’il quitte rapidement. Par l’intermédiaire de son frère Louis, musicien, il fait la connaissance du violoniste Eugène Ysaye. Lors de l’Exposition Internationale de Liège, Closon reçoit la visite d'August Macke et de Henri Le Fauconnier. Marqué par le futurisme naissant, ils débattent ensemble du mouvement en peinture. Closon découvre lors d’une promenade en bateau l’omniprésence de la couleur dans la nature en observant les variations colorées des remous de l’eau.
Par la suite, Closon transpose la technique du clair-obscur de Rembrandt en jouant sur des contrastes de rouge et de bleu pour suggérer le volume. Le Journal d’Eugène Delacroix devient son livre de chevet. Ses maîtres en peinture sont Cézanne, Van Gogh, Gauguin et les impressionnistes.
Au début des années 1910, Closon partage sa vie entre le commerce alimentaire, sa famille, la peinture et l’aviron de compétition. Pendant Les années de guerre. Closon remplit son devoir de soldat dans l'armée belge. Fait prisonnier, il est libéré sur parole et remplit le dangereux rôle de passeur d’hommes. 

### Paris 1918- 1935
Sur les conseils d’Anatole France, Closon décide de s’installer avec sa famille à Paris afin de se rapprocher du milieu de l’art. Il connaît déjà quelques artistes français ou expatriés comme le caricaturiste français Abel Faivre ou le hollandais Piet Mondrian. L’artiste reste marqué par sa visite chez Claude Monet, à Giverny en 1921. À la suite de son divorce en 1925, Closon quitte progressivement le milieu du commerce alimentaire pour se consacrer à la peinture. Son art évolue alors vers plus de spiritualité. S’éloignant de la représentation extérieure du sujet, il tente de synthétiser ses préoccupations existentielles en associant les couleurs de manière contrastée. Une toile marque ce cap important : Sainte Pauvreté. En 1927, l’artiste quitte Paris pour Antibes, puis le Pays basque. À Saint-Jean-de-Luz, Il fait la connaissance du sculpteur Charles Despiau et du compositeur Maurice Ravel, qui le sensibilise au rôle déterminant de la cadence en musique.  
Cofondateur de la Société des Beaux-Arts d'Antibes, Closon organise des expositions dans le château Grimaldi qui tombait en ruines. Ses toiles qu’il expose alors représentent des paysages, des marines, où la couleur prédomine.  
En 1931, l’adhésion de Closon au groupe « Abstraction-Création » marque un tournant dans sa peinture : il abandonne définitivement la figuration. Il partage son temps entre le Sud de la France et Paris, où il loue un atelier à la Cité Fleurie. Il est l’ami proche de Kupka, Pevsner, Mondrian, Herbin, Domela et de la critique d’art du journal ‘Combat’ Claude Rivière. Dans sa première exposition personnelle aux locaux d’ « Abstraction-Création », ses toiles dialoguent avec les sculptures de Béothy. Sa fameuse nature morte Les pommes, d’inspiration cézannienne, figure aux côtés de peintures moins formelles composées de larges masses colorées.

### Voiron 1935- 1953
Après une dernière participation au Salon Abstraction-Création. Closon part s’installer dans le Dauphiné, à Voiron, où il mène une vie d'ascète centrée sur la peinture et la nature. Durant la Seconde Guerre Mondiale, par l’intermédiaire du conservateur du musée de peinture et de sculpture de Grenoble, Andry Farcy, il fait la connaissance du jeune sculpteur Émile Gilioli. Une longue amitié liera les deux artistes.  Il fonde une nouvelle famille en 1944 à 56 ans. Malgré la distance, Closon garde des contacts avec le milieu de l’art parisien. Il sera un exposant régulier aux Salon des réalités Nouvelles de 1947 à  1972. En 1952, Closon se fait naturaliser français, même s’il restera toujours fier de ses racines wallonnes. L’année suivante, il tente d’organiser à Liège exposition collective avec Lempereur-Haut et Engel-Pak, deux artistes abstraits wallons expatriés. Malgré les contacts pris avec l’APIAW (Association pour le Progrès artistique), celle-ci n’aura jamais lieu. Closon sera par contre invité en 1958 par Jo Delahaut à participer à  l’exposition historique  « Les premiers abstraits en Belgique », au Hessenhuis d’Anvers.

### Paris 1954-1975
Après 19 ans d’absence, Closon emménage avec sa famille dans le 14e arrondissement. Sa maison devient un lieu de retrouvailles pour les artistes et les amoureux d’art où l’on croise entre autres Frantisek Kupka, César Domela et Aurélie Nemours. En 1955, il participe pour la première fois au Salon d’art sacré du Musée d’Art Moderne de Paris. Il y fait la connaissance de Jacques Billot, qui deviendra à la fois son mécène et son ami. Il y exposera cinq fois, jusqu’en 1961. En 1962, Closon explore son travail sur la lumière à travers le volume en concevant des sculptures en bronze et en cristal de Baccarat. Celles-ci sont exposées la même année au Musée d'Art Moderne de Paris et au Centre International d'Art Cybernétique de Nantes. Se méfiant du milieu des marchands d'art, Closon ne se liera  à aucun galeriste. Il préférera vendre ses toiles à quelques collectionneurs attitrés ou les garder dans son atelier afin d’avoir sous les yeux le fruits de ses années de recherche sur les rapports de couleurs. À côté de cette production picturale très réduite (entre 200 et 300  toiles) s’ajoutent des centaines de dessins, expliquant pour la plupart son travail sur le contraste de couleurs, les cadences et rythmes en peinture. Il est également l’auteur de deux ouvrages : une plaquette, Du figuratif au non figuratif et ‘Entretien avec Closon’, publiés en collaboration l’éditeur Jacques Billot. Après deux fractures du myocarde en 1964 puis en 1971, Closon, dit l’Artien, meurt en 1975 au milieu de ses toiles et de ses proches.

## Documentaires sur l’artiste
- Hors-texte. 1962. Par Jean Antoine. Archives RTBF.
- Closon, les couleurs du souvenirs, 1982. Jean Antoine. Archives RTBF.
- Entretien avec HJ Closon par JM DROT pour Les Heures Chaudes de Montparnasse. Archives de l’INA.

## Expositions personnelles
- Musée de Peinture et de Sculpture, Grenoble, 1961.
- Musée des Beaux-Arts, Liège, 1962.
- Centre d’Art Contemporain, Rouen, 1984.
- Galerie Franka Berndt, Paris, 1985.
- Musée Tavet Delacourt, Pontoise, 1985.
- Musée des Beaux-Arts, Liège, 1989.
- Galerie Evelyne Guichard, Aoste (Isère), 1991.
- Galerie Cyan, Liège, 1991/ 1995.
- Maison de la culture, Namur, 1997.
- Galerie MINSKY, Paris, 1999/2002.
- Musée René Magritte Museum, Jette-Bruxelles, 2012
- Galerie Van Hove, Antwerpen, 2012.

## Expositions collectives
- Galerie Suzanne Michel, Paris, 1954, avec Marcelle Cahn, Mary Webb, Gilbert Besançon, Lempereur Haut, Henri Olive-Tamari, Albert Vanber, poèmes de René Massat avec des gravures de Pierre Courtin[2]